# UNIFIL
La Força Provisional de les Nacions Unides per al Líban (en anglès UNIFIL, United Nations Interim Force in Lebanon) és una missió de pau creada al març de 1978 per acord del Consell de Seguretat de l'ONU, va ser restaurada el 2006.
La seva missió és mantenir la confirmació de la retirada de l'exèrcit israelià del sud del Líban després de l'Operació Litani, el manteniment de la pau i la seguretat a la zona i facilitar al govern legítim libanès el control del territori dominat per diferents guerrilles i grups terroristes. Les forces desplegades formen un contingent d'uns dos mil efectius procedents d'Alemanya, Bèlgica, Brunei, Xina, Xipre, Croàcia, El Salvador, Espanya, Macedònia del Nord, França, Ghana, Grècia, Guatemala, Hongria, Índia, Indonèsia, Irlanda, Itàlia, Luxemburg, Malàisia, Nepal, Noruega, Polònia, Portugal, Qatar, República de Corea, República d'Eslovènia, República Unida de Tanzània, Sierra Leone i Turquia, a més d'un reduït nombre d'observadors civils. El seu mandat va expirar el 31 de juliol de 2006, però va el Consell de Seguretat de les Nacions Unides va adoptar la Resolució 1697 (2006) que va estendre el mandat un mes més. Fins a aquell moment es trobava al comandament el general francès Alain Pellegrini, substituït al febrer de 2007 pel general italià Claudio Graziano. Des de gener de 2010 fins a gener de 2012, el comandant en cap del contingent és el general espanyol, Alberto Asarta, El gener de 2012 el va reemplaçar el general italià Paolo Serra. El 26 de juliol de 2006 la UNIFIL va sofrir un atac de l'exèrcit israelià a on van morir quatre observadors militars, fins i tot després d'haver advertit a les Forces de Defensa d'Israel en deu ocasions que estavan bombardejant una posició de les forces de l'ONU, en el marc de la Guerra del Líban de 2006.